# Krahenhöhe
Krahenhöhe ist ein Ortsteil im Osten der bergischen Großstadt Solingen. Während der nördliche Bereich der Krahenhöhe um die Schützenstraße und den Volksgarten zu Solingen-Mitte gehört, ist der Bereich um die Oberleitungsbus-Wendeschleife und die Herbert-Schade-Sportanlage ein Teil des Stadtbezirks Burg/Höhscheid.

## Lage und Beschreibung
Krahenhöhe befindet sich rund um einen Hochpunkt des Solinger Höhenrückens südöstlich der Solinger Innenstadt, von dem aus das Gelände in Richtung der östlich verlaufenden Wupper stark terrassiert abfällt. Nach Süden fällt das Gelände wiederum in das Bertramsmühler Bachtal ab. Durch Krahenhöhe verläuft die Bundesstraße 229 zwischen Solingen-Mitte und Remscheid, außerdem zweigen an einer bedeutenden Straßenkreuzung die als Landesstraße 407 klassifizierte Straße nach Burg (Burger Landstraße) sowie weitere Innerortsstraßen nach Schaberg und nach Meigen ab. Zwischen diversen Wohnstraßen befinden sich an der Krahenhöhe auch einige Gewerbe- und Industriebetriebe, außerdem die Parkanlage Volksgarten, eine Anlage von Hochbehältern als Teil der Solinger Trinkwasserversorgung, eine Grundschule und die IHK-Lehrwerkstatt Solingen.
Benachbarte Orte sind bzw. waren: (von Nord nach West): Eick, Windfeln, Schaberg, Müngsten, Dorperhof, Wieden, Dornsiepen, Spielbruch, Lindenbaum, Maushöhe, Kirschbaumshöhe, III. Feld, IV. Feld, Klönnenhöhe sowie Meigen.

## Etymologie
Für die Namensherkunft gibt es in der Literatur verschiedene Theorien. Ging man ursprünglich von einer Ableitung von dem Vogelnamen Krähe aus, so liegt inzwischen eine Verbindung zum in Solingen verbreiteten Familiennamen Grah (Krah) näher. Das Suffix -höhe hat der Ort seiner Höhenlage oberhalb der Wupper zu verdanken.

## Geschichte
Durch Einzelfunde aus der Jung- und der Mittelsteinzeit fanden sich bereits aus vorgeschichtlicher Zeit Siedlungsspuren in dem Gebiet um die Krahenhöhe.:1

### Siedlungsursprünge bis 19. Jahrhundert
Krahenhöhe hat in Form einer Hofschaft wohl bereits am Ende des 15. Jahrhunderts bestanden. Die erste urkundliche Erwähnung des Ortes erfolgte im Jahre 1488, als er als Birtzen Hoe im Zehntregister des Klosters Altenberg erwähnt wird. In dem Kartenwerk Topographia Ducatus Montani von Erich Philipp Ploennies, Blatt Amt Solingen, aus dem Jahre 1715 ist der Ort mit einer Hofstelle verzeichnet und als Cronhöh benannt. Der Hof wurde in den Ortsregistern der Honschaft Solingen innerhalb des Amtes Solingen geführt. Die Topographische Aufnahme der Rheinlande von 1824 verzeichnet den Ort als Krahenhöhe und die Preußische Uraufnahme von 1844 als Krahenhöh. In der Topographischen Karte des Regierungsbezirks Düsseldorf von 1871 ist der Ort erneut als Krahnhöh verzeichnet.
Nach Gründung der Mairien und späteren Bürgermeistereien Anfang des 19. Jahrhunderts gehörte der Ort zur Bürgermeisterei Dorp, die 1856 das Stadtrecht erhielt, und dort in der Flur III. Schaberg. 1815/16 lebten 73, im Jahr 1830 78 Menschen im als Weiler bezeichneten Krahenhöh. Der nach der Statistik und Topographie des Regierungsbezirks Düsseldorf als Hofstadt kategorisierte Ort besaß 1832 ein öffentliches Gebäude, elf Wohnhäuser und sechs landwirtschaftliche Gebäude. Zu dieser Zeit lebten 70 Einwohner im Ort, davon elf katholischen und 59 evangelischen Bekenntnisses. Die Gemeinde- und Gutbezirksstatistik der Rheinprovinz führt den Ort 1871 mit 26 Wohnhäusern und 264 Einwohnern auf. Im Gemeindelexikon für die Provinz Rheinland von 1888 werden 59 Wohnhäuser mit 441 Einwohnern angegeben.
Durch den Ausbau von Verkehrswegen über die Krahenhöhe kam dem Ort ab der ersten Hälfte des 19. Jahrhunderts wachsende Bedeutung zu. So entstanden 1823/1824 die Chaussee von Solingen über Wieden und Jagenberg nach Burg (heute Bundesstraße 229, Schützenstraße und Landesstraße 407, Burger Landstraße) und 1845 bis 1848 die ebenfalls als Chaussee ausgebaute Straße von Solingen über Krahenhöhe nach Müngsten (heute Bundesstraße 229, Remscheider Straße).:1
Nach der Reichsgründung 1871 entwickelte sich die Krahenhöhe zu einem der Siedlungszentren in der bislang ländlich geprägten Stadt Dorp. Neue Straßen wie die Lindenbaumstraße wurden angelegt und sukzessive bebaut. Auch entlang der Hauptstraßen erlebte der Ort ab der Gründerzeit eine bauliche Verdichtung. 1873 begann der Bau der katholischen Kirche St. Joseph an der Krahenhöhe. Diese konnte jedoch erst im Jahre 1891 geweiht werden. Die Stadt Dorp ließ zudem nach 1871 an der Klingenstraße nördlich der Krahenhöhe die Parkanlage Volksgarten anlegen. Im Volksgarten befindet sich bis heute ein rund fünf Meter hohes Kriegerdenkmal zum Gedenken an die in den Kriegen 1864, 1866 und 1870/1871 gefallenen deutschen Soldaten.
Bei der Einrichtung einer modernen Wasserversorgung für die Stadt Solingen zu Beginn der 1880er Jahre kam der Krahenhöhe aufgrund ihrer Höhenlage eine zusätzliche Bedeutung zu. Am Wupperufer bei Grunenburg nahm 1883 das erste Solinger Wasserwerk seinen Betrieb auf. Es pumpte das Wasser auf einen zeitgleich in Betrieb genommenen Hochbehälter an der Krahenhöhe hinauf, von wo aus es sowohl nach Alt-Solingen als auch in die umliegenden Bereiche der Stadt Dorp verteilt wurde. Zu dem 2.000 Kubikmeter großen Behälter gehörte auch ein kleiner Turm, der zusätzlich über eine Aussichtsplattform verfügte. Nach Inbetriebnahme der Sengbachtalsperre im Jahre 1903 stammte das nach Krahenhöhe gepumpte Wasser aus dem Wasserwerk Glüder.
Die Bürgermeisterei beziehungsweise Stadt Dorp wurde nach Beschluss der Dorper Stadtverordneten zum 1. Januar 1889 mit der Stadt Solingen vereinigt. Damit wurde die Krahenhöhe ein Ortsteil Solingens. 1895 besitzt der Ortsteil 58 Wohnhäuser mit 524 Einwohnern.

### Ab 20. Jahrhundert
Bereits bei Eröffnung eines Straßenbahnnetzes in Solingen im Juni 1897 war die Krahenhöhe eine der Endhaltestellen im Streckennetz der Solinger Stadtbahn. Von dort aus verkehrten die Bahnen bis zum Schlagbaum nördlich der Solinger Altstadt. 1906 bis 1908 wurde die Trasse der Ronsdorf-Müngstener Eisenbahn für den Personenverkehr von Grunenburg hoch nach Krahenhöhe verlängert und als Straßenbahnlinie 9 betrieben. Dieser Streckenabschnitt wurde 1917 wieder stillgelegt. Ab Mai 1908 bestand an der Krahenhöhe überdies Anschluss an eine Straßenbahnverbindung der Wermelskirchener-Burger Eisenbahn über die Burger Landstraße nach Burg.:1 In den 1920er Jahren wurde an der Krahenhöhe ein Sportplatz eingeweiht, die sogenannte Sportanlage Schaberg. Sie wurde 1951 zur Heimstätte des Solinger LC, des ersten reinen Leichtathletikvereins der Bundesrepublik Deutschland. Zu Ehren des berühmtesten Sportlers des Vereins wurde die Sportanlage 1995 in Herbert-Schade-Sportanlage umbenannt.
Von der Krahenhöhe aus begann am 4. November 1944 die Zerstörung Solingens durch alliierte Bomber aus der Luft im Zweiten Weltkrieg. Durch die Luftangriffe auf Solingen entstanden von der Krahenhöhe aus über die Schützenstraße bis zum damaligen Hauptbahnhof beträchtliche Gebäudeschäden, es gab viele Tote und Verletzte. Einen Tag später wurde der Kernbereich der Solinger Altstadt durch einen zweiten Luftangriff zerstört. Auch das Straßenbahnnetz trug enorme Schäden davon, es wurde bis 1946 notdürftig wiederhergestellt. In den 1950er Jahren wurde der Straßenbahnbetrieb eingestellt und auf Oberleitungsbusbetrieb umgestellt. Seither verbindet die O-Bus-Linie 3 (heute 683) u. a. die Innenstadt über Krahenhöhe mit Burg. An der Krahenhöhe befindet sich zudem eine Wendeschleife für Oberleitungs- und Dieselbusse.
Im Zuge der Modernisierung der Solinger Trinkwasserversorgung in den 1970er Jahren wurde der alte Hochbehälter an der Krahenhöhe mit dem zugehörigen Turm niedergelegt. Nach dem Abriss des Turms im Jahre 1977 entstand ein moderner Wasserbehälter an gleicher Stelle (Lage), der bis heute durch die Stadtwerke Solingen betrieben wird.
Die ursprüngliche Keimzelle der Hofschaft Krahenhöhe mit einigen, teils verschieferten Fachwerkhäusern ist südlich der Schaberger Straße noch vorhanden. Dort zweigt eine Stichstraße mit dem Namen des Hofes von der Schaberger Straße ab. Seit Dezember 1984 stehen von den historischen Bauwerken die Gebäude Krahenhöhe 1 und 2 und in direkter Nachbarschaft die Häuser Schaberger Straße 14 sowie 16/18 unter Denkmalschutz, außerdem das Gebäude Burger Landstraße 34. Auf der Ecke Kranenhöhe/Schaberger Straße befindet sich auch die Taschenmesserreiderei Lauterjung, eine Nebenstelle des LVR-Industriemuseums Solingen. In der Werkstatt mit original erhaltener Innenausstattung im kleinen Krahenhöher Fachwerkhaus wurden noch bis 1965 vorwiegend Taschenmesser in Heimarbeit zusammengesetzt (Reider = Fertigmacher). Das Museum kann auf Anfrage besichtigt werden.

Heute wird als Krahenhöhe das gesamte gewachsene Gebiet zwischen Meigen und Dorperhof bezeichnet, die Grenzen des Ortes sind nicht klar definiert. Die Ortsbezeichnung Krahenhöhe hat dabei manch alte Ortsbezeichnung wie Maushöhe und Klönnenhöhe verdrängt, die in heutigen Stadtplänen nicht mehr verzeichnet ist.

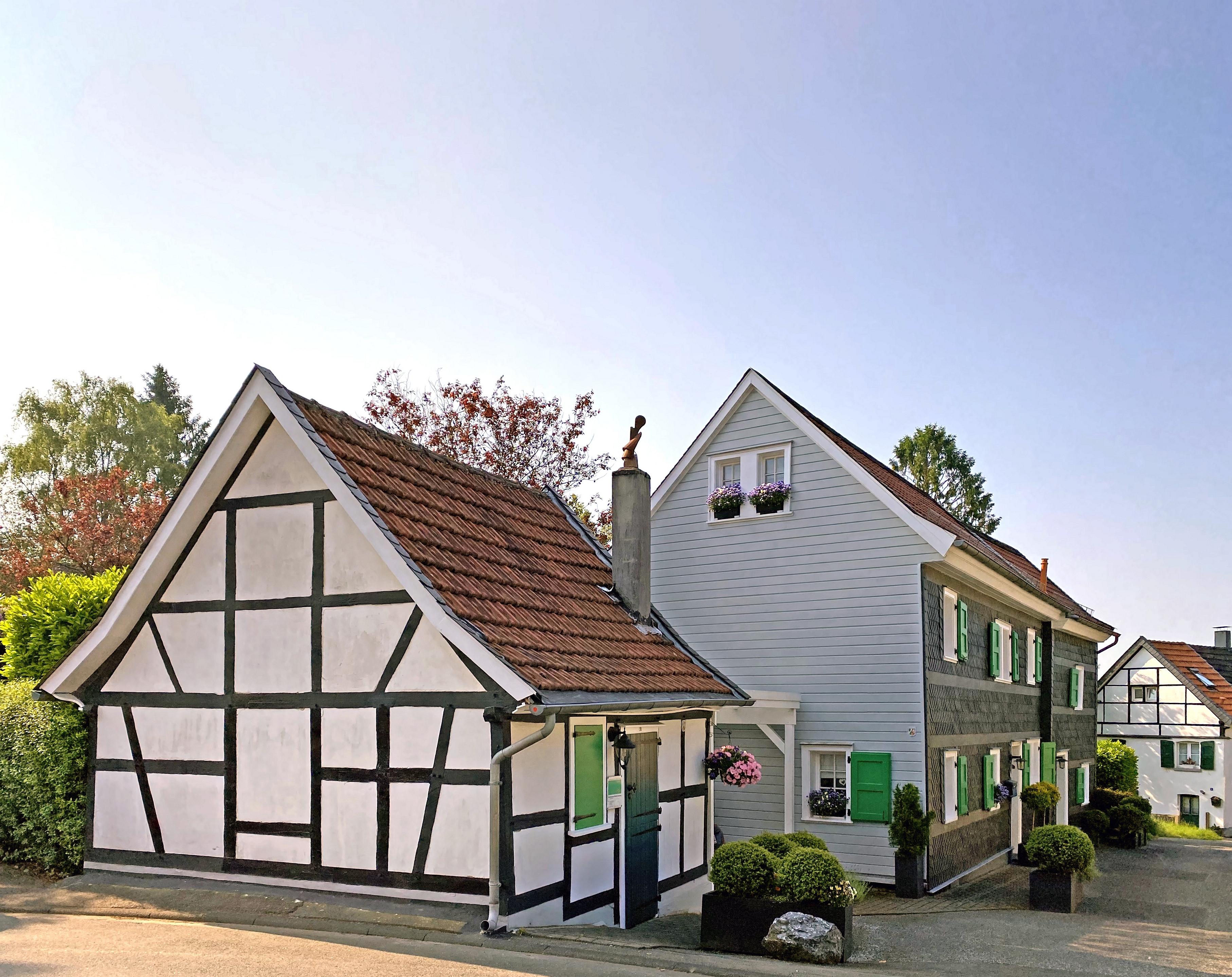
Taschenmesserreiderei Lauterjung
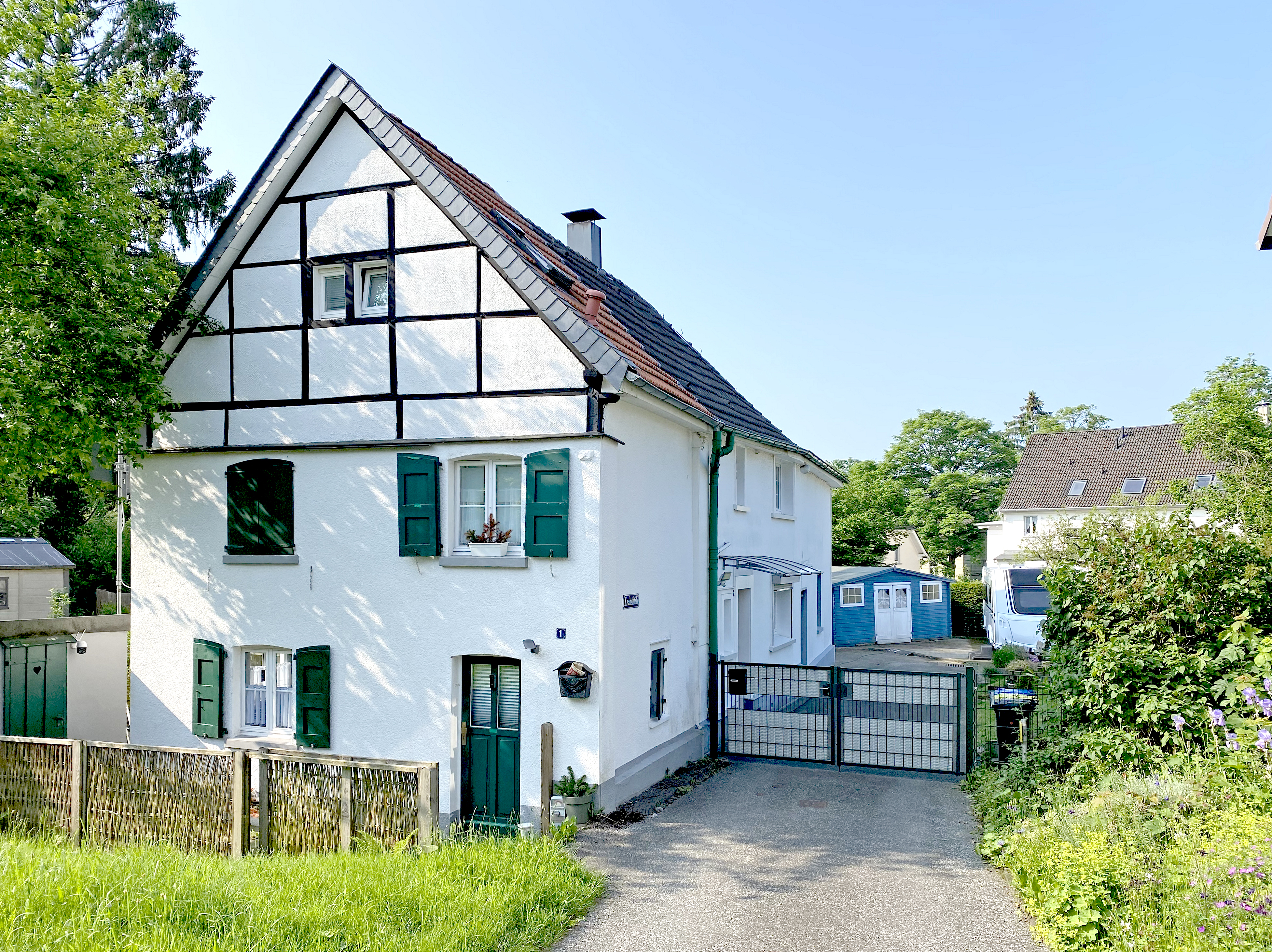
Baudenkmal Krahenhöhe 1/2
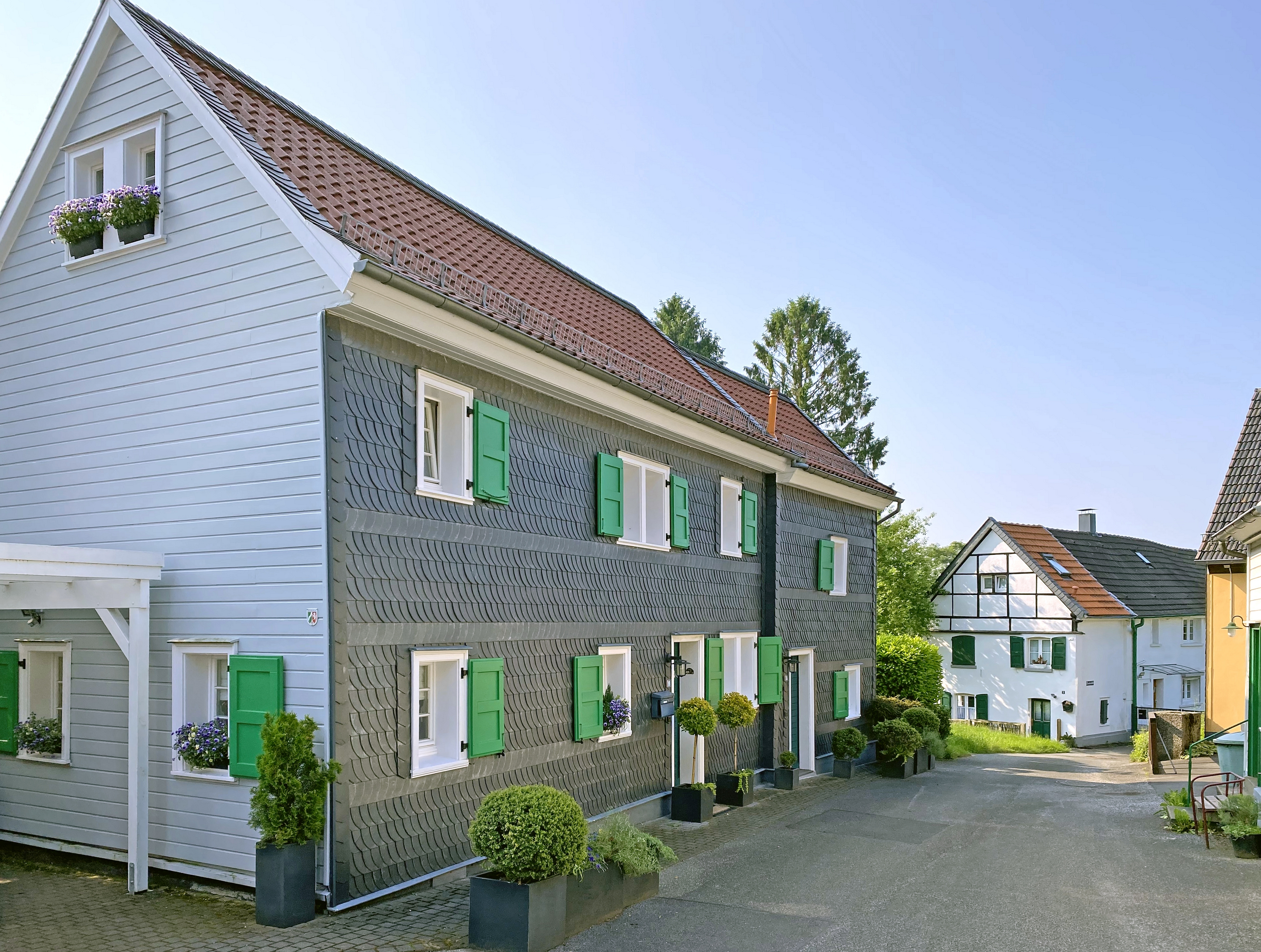
Baudenkmal Schaberger Straße 16/18
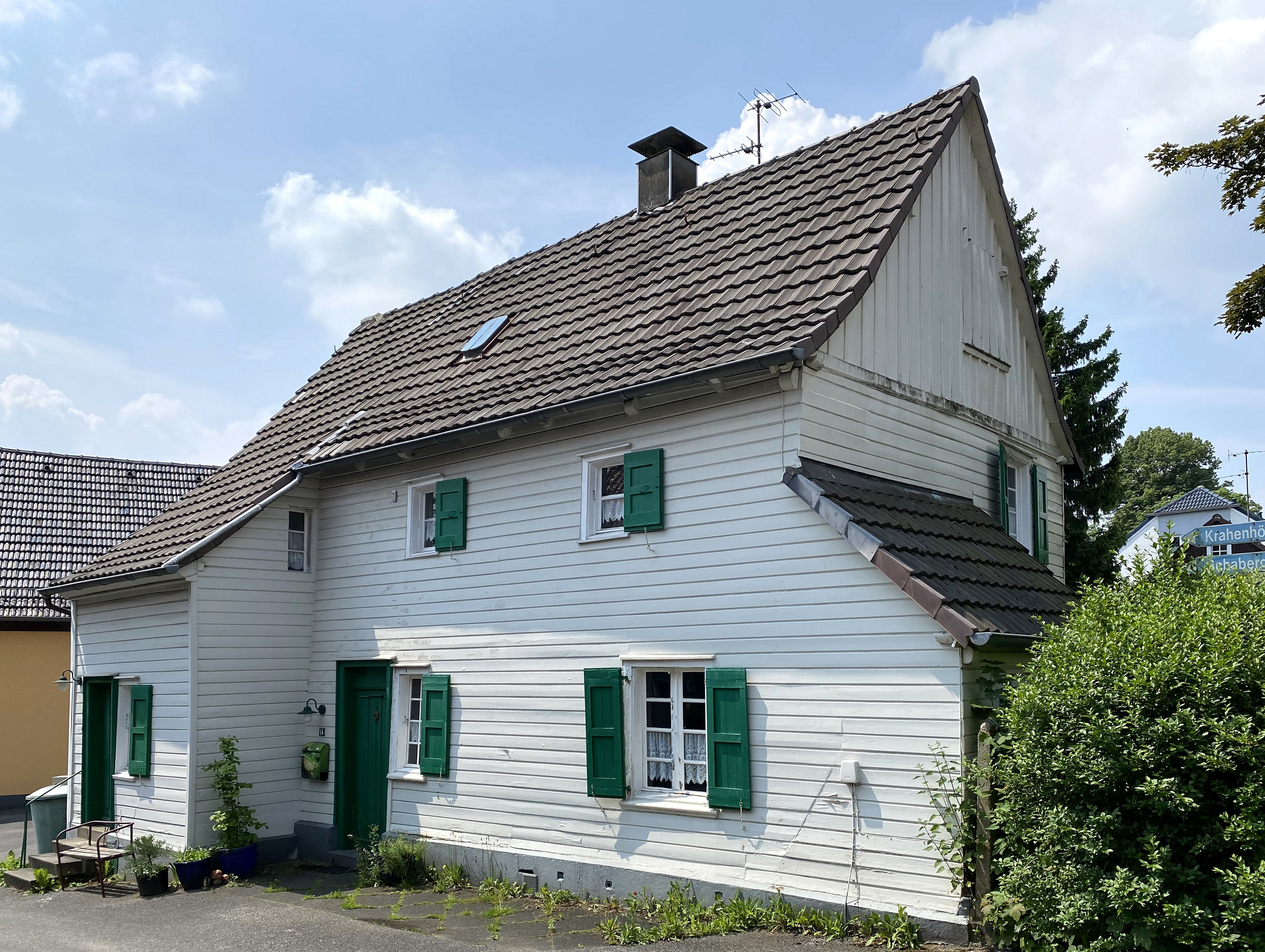
Baudenkmal Schaberger Straße 14